# 耶律長壽女
耶律長壽女（975年—1017年），为契丹（遼朝）皇女，辽景宗耶律贤和皇后萧绰的第二女，《续资治通鉴长编》则记为“長壽奴”，其女萧氏的墓志则称其小字为“长寿奴”。
《辽史》未载生年，依《续资治通鉴长编》推算在975年。耶律長壽女封吴国公主。统和初年，进封卫国公主，改封魏国长公主。耶律長壽女下嫁宰相萧排押。两人至少有一女秦晋国王妃萧氏。开泰六年（1017年），耶律長壽女去世。

## 传記資料
- 《遼史》公主表